# Purple Motion

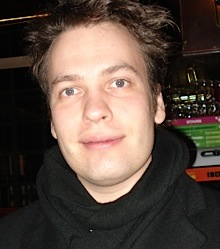
Ённе Валтонен

Ённе Валтонен, (фин. Jonne Valtonen) также известный, как Purple Motion (р. 1976, Финляндия) — автор музыки для Future Crew, одной из самых популярных групп демосцены 1990-х годов. За свои работы на демосцене он неоднократно занимал призовые места, чаще всего — на финской демо-пати Assembly. Наиболее известны его композиции (треки MOD) UnreaL II (Second Reality), Satellite One и Starshine. Он, также как и многие члены группы Future Crew, из Финляндии. Псевдоним «Purple Motion» образован из названия британской группы Deep Purple и слова «motion».
После распада группы Future Crew в середине 1990-х годов Valtonen продолжил сочинять музыку, выполняя заказы для компьютерных и видеоигр. В 2004 году выпустил свой первый профессиональный аудиодиск, Musicdisk. В 2005, 2006 и 2007 годах он  написал музыку для немецкого фестиваля игровой музыки Symphonic Game Music Concerts и для мирового тура Play! A Video Game Symphony.
Его трек Second Reality part 2 находится в лучшей десятке на Nectarine, интернет-радиостанции демосцены. 

## Музыка для игр
- Death Rally
- Insaniquarium
- Rally Trophy
- Серия игр Wonderland
- Cities: Skylines

и многие другие

## Награды
- 1992 Assembly: 1st place, Unreal Soundtrack
- 1993 Assembly: 1st place, Second Reality Soundtrack
- 1993 Assembly: 1st place, Sundance
- 1993 Aggressive Party: 1st place, Shadowrun
- 2000 Assembly: 1st place, Credits
- 2002 IFCT Award: Best Original Soundtrack, House by the Sea
- 2006 Isofestival: 2nd place, Mimesis for Viola
- 2007 Adagio Composition Contest: Honorable mention, Elegiac (for string orchestra)